# Alexander Hübner
Josef Alexander hrabě von Hübner (Joseph Alexander Graf von Hübner) (26. listopadu 1811, Vídeň – 30. července 1892, Vídeň) byl rakousko-uherský státník a diplomat měšťanského původu, vesměs uváděn jako nemanželský syn rakouského státního kancléře knížete Metternicha.  Od mládí působil v diplomacii, byl rakouským velvyslancem ve Francii (1849–1859) a v Papežském státě (1865–1867). V roce 1859 byl krátce členem rakouské vlády jako ministr policie. Během své kariéry byl povýšen na barona (1854) a nakonec dosáhl titulu hraběte (1889). Uplatnil se také jako spisovatel.

## Životopis

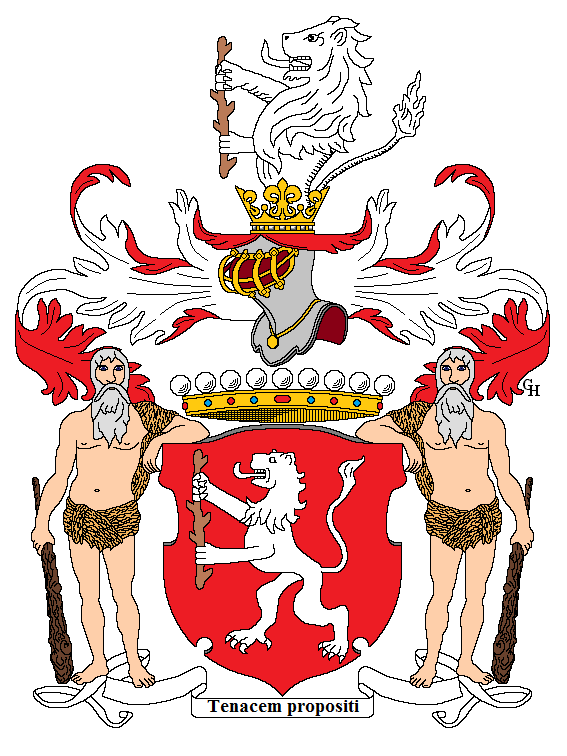
Erb rodu Hübneru při povýšení do hraběcího stavu (1889)

Jeho původní příjmení bylo Hafenbrädel, které později změnil na Hübner. Narodil se jako nemanželský syn Elizabeth Hafenbrädelové (uváděné též jako Hatzenbrädel), v řadě pramenů se uvádí, že otcem byl kancléř kníže Metternich. Vychován byl v rodině svého strýce, velkoobchodníka Josefa Rohrwecka. Studoval práva a filozofii na Vídeňské univerzitě, mezitím v roce 1833 vstoupil do státních služeb, v roce 1835 získal doktorát z filozofie. Od počátku služby ve státním kancléřství těžil z podpory kancléře Metternicha, v letech 1837–1838 působil jako diplomat v Paříži, v roce 1841 krátce v Lisabonu a v letech 1844–1848 byl generálním konzulem v Lipsku, mezitím znovu v letech 1846–1847 pobýval v Paříži. Na počátku revoluce v roce 1848 byl vyslán do Lombardie, kde měl pomáhat arcivévodovi Rainerovi zajišťovat diplomatický styk s italskými státy. Během revoluce byl zajat a několik měsíců vězněn jako rukojmí. Po propuštění se připojil k císařské rodině v Olomouci a patřil k významným aktérům nastolení Františka Josefa na císařský trůn.
Důležitou úlohu měl jako dlouholetý zástupce Rakouska ve Francii (1849–1859, nejprve vyslanec, od roku 1856 velvyslanec). V závěru krymské války byl rakouským delegátem na pařížském mírovém kongresu (1856), kde se mu však nepodařilo dosáhnout pro Rakousko očekávaných výsledků v diplomatických jednáních. Mezitím byl povýšen do stavu svobodných pánů (1854) a jmenován c.k. tajným radou. Francii opustil v době války se Sardinií (novým velvyslancem v Paříži se stal jeho nevlastní bratr kníže Richard Metternich). Po návratu do Vídně byl Hübner jmenován členem rakouské vlády jako ministr policie, ve funkci ale setrval jen dva měsíce (21. srpna až 21. října 1859). Poté žil v soukromí, až po několika letech se vrátil do diplomatických služeb a v letech 1865–1867 byl rakouským velvyslancem ve Vatikánu. V roce 1879 byl jmenován doživotním členem rakouské panské sněmovny a nakonec v roce 1889 povýšen na hraběte. V horní sněmovně říšské rady zůstal až do vysokého věku aktivním účastníkem politických debat, přikláněl se ke konzervativcům, ale díky svému vzdělání a dlouholeté státní službě vyjadřoval podporu i liberálním směrům v zahraničí. V roce 1881 podnikl cestu kolem světa a uplatnil se také jako spisovatel. Několik vydaných knih čerpalo především z jeho vlastních vzpomínek, některé práce vyšly v 19. století i v českém překladu.
S manželkou Marií von Pilat (1810–1844) měl čtyři děti, dědicem hraběcího titulu byl syn Alexander Karl Josef Hübner (1839–1906). Dcera Eleonora (1840–1925) se provdala do staré irské šlechtické rodiny a jejím synem byl irský politik Patrick O'Byrne (1870–1944).

## Dílo
- Sixte-quint. D’après des correspondances diplomatiques inédites. Paříž, 1870
- Promenade autour du monde. Paříž, 1872
- Ein Spaziergang um die Welt. 3 svazky, Lipsko 1874
- Durch das britische Reich. Paříž, 1883–1884
- Ein Jahr meines Lebens 1848–1849.
- Neun Jahre der Erinnerung eines österreichischen Botschafters in Paris unter dem zweiten Kaiserreich 1851-1859., Berlín, 1904